# Manuel Torres
Manuel Torres Jiménez (* 5. Januar 1991 in La Algaba, Provinz Sevilla) ist ein spanischer Fußballspieler. Seine bevorzugte Position ist das offensive Mittelfeld, er kann aber auch auf den Außenpositionen eingesetzt werden.

## Karriere
Torres spielte in der Jugend für Betis Sevilla. Im Sommer 2010 wechselte er zum FC Villarreal, bei dem er zum Kader der zweiten Mannschaft gehörte. In der Hinrunde der Saison 2010/11 kam er dort zu zwei Einsätzen in der Segunda División. Zur Rückrunde wechselte er zur zweiten Mannschaft des RCD Mallorca in die Segunda División B. Nach einem halben Jahr wechselte er zur zweiten Mannschaft des FC Schalke 04, in der er sich zum Stammspieler entwickelte. Aufgrund eines durch Verletzungen dezimierten Kaders stand Torres am 13. April 2013 im Heimspiel gegen Bayer 04 Leverkusen im Aufgebot der ersten Mannschaft, kam jedoch nicht zum Einsatz. Mit Ende der Vertragslaufzeit in Gelsenkirchen schloss er sich zur Saison 2013/14 dem Zweitliga-Aufsteiger Karlsruher SC an. Am 16. August 2013 (4. Spieltag) debütierte er in der zweithöchsten Spielklasse, als er bei der 1:2-Niederlage im Heimspiel gegen die SpVgg Greuther Fürth für Gaetan Krebs in der 88. Minute eingewechselt wurde. Sein erstes Tor für die Karlsruher erzielte er am 20. Oktober 2013 (11. Spieltag) beim 2:2 im Auswärtsspiel gegen den 1. FC Kaiserslautern mit dem Treffer zum 1:1 in der 40. Minute.
Nachdem Torres in der Saison 2016/17 verletzungsbedingt kaum zum Einsatz gekommen war, wechselte er nach dem Abstieg des KSC in die 3. Liga ablösefrei zur SpVgg Greuther Fürth. Am 29. Juli 2017 (1. Spieltag) kam er bei der 0:1-Niederlage im Auswärtsspiel gegen den SV Darmstadt 98 zu seinem ersten Pflichtspiel, als er in der 80. Spielminute für Marco Caligiuri eingewechselt wurde.
In der Winterpause der Saison 2017/18 schloss er sich dem zyprischen Erstligisten AEL Limassol an. Mit der Mannschaft wurde er 2019 zyprischer Pokalsieger. Seit September 2022 spielt er in Polen bei Wieczysta Krakau, mit dem er im Sommer 2024 in die 3. polnische Liga aufgestiegen ist.

## Spielweise
Torres ist variabel einsetzbar. Er favorisiert die Position im zentralen offensiven Mittelfeld (Zehner), kann aber auch im rechten Mittelfeld oder als Rechtsaußen eingesetzt werden. Seine Stärken sind seine  Geschwindigkeit, seine Ausdauer und Laufstärke.